# Pinkamindszent, Vas
Pinkamindszent  este un sat în districtul Körmend, județul Vas, Ungaria, având o populație de 162 de locuitori (2011). 

## Demografie
Componența etnică a satului Pinkamindszent
     Maghiari (100%)
Componența confesională a satului Pinkamindszent
     Romano-catolici (67,9%)
     Necunoscută (32,1%)
Conform recensământului din 2011, satul Pinkamindszent avea 162 de locuitori. Din punct de vedere etnic, majoritatea locuitorilor (100,0%) erau maghiari.  Din punct de vedere confesional, majoritatea locuitorilor (67,9%) erau romano-catolici. Pentru 32,1% din locuitori nu este cunoscută apartenența confesională.